# Музей на СУ „Свети Климент Охридски“ (Ловеч)
Музеят на СУ „Свети Климент Охридски“ е създаден в чест на 110 години от началото на училището през 2003 г. Това е първият училищен исторически музей с образователна тематика в Ловеч.

### Училището
Решението за строежа на училищната сграда се взема на 4 април 1889 г. от Ловешкия градски общински съвет, председателстван от кмета Марин Поплуканов (протокол № 11). Изграждането преминава през 5 строителни етапа:
- Централен корпус (1892/1893)
- Втори етаж и южно крило (1911)
- Пристройка (1935/1937)
- Северно крило (1938/1941)
- Западно крило (1961/1962)

Изпълнители са строителните предприемачи:
Атанас Денев, Анастас Бичкиджиев, Деньо Денев, Тончо Венков и Окръжна строителна организация – Ловеч. През 2009 – 2010 г. училището е обновено с финансовата подкрепа на Оперативна програма „Регионално развитие 2007 – 2013“. Съфинансирана от Европейския съюз чрез Европейския фонд за регионално развитие.
По вид се създава като народно основно училище (1893). По-късно многократно се преобразува и в него се обучават учениците на:
- Държавна девическа гимназия (1912)
- Държавно девическо педагогическо училище (1913)
- Държавно смесено педагогическо училище (1924)
- Средно реално училище с VIII педагогически клас (1932)
- Средно реално училище (1933)
- Смесена гимназия (1934)
- Народна мъжка гимназия (1942)
- Пълно средно смесено училище (1951)
- Средно смесено политехническо училище (1959)
- Средно политехническо училище (1974)
- Единно средно политехническо училище (1981)
- Средно общообразователно училище (1991)
- Средно училище (2016)[1]

Училището е ведомствено подчинено на: Ловешка градска община (1893/1912), Министерство на народната просвета (1912/1951), Община Ловеч (1951 – днес).
За свой патрон училището последователно приема:
- Княз Борис Търновски (1901)
- Цар Борис III (1927)
- Христо Кърпачев (1946)
- Свети Климент Охридски (1992)[2]

За проучения период 1893 – 1991 г. в училището се обучават 74 266 ученика. Богатата и разностранна дейност е отразена в училищния музей.

### Създаване на училищния музей
Училищния музей на Средно училище „Свети Климент Охридски“ (Ловеч) официално се открива на 28 ноември 2003 г. за 110-годишнината от основаването на училището. Присъстват официални лица, директори на училището, учители, възпитаници, ученици и множество граждани. Музея се освещава от отец Кънчо Кабадийски от Ловчанска Митрополия. Слово произнася Иван Лалев-директор на Регионалния исторически музей-Ловеч.
Създаването на музея се провокира от богатата история на училището. В основата на извършената работа е системното проучване на образованието в града от уредниците на Регионален исторически музей-Ловеч и интереса на няколко поколения учители по история. В началото е проучвателния и събирателския етап. Добрата разяснителна дейност допринася да се включат над 300 души: директори, учители, възпитаници и ученици от група „Краезнание“ 5 – 8 клас. Развива се никому не наложена краеведческа дейност. За това спомага факта, че в училището се обучават 4 – 5 поколения от една фамилия. Младите ученици обогатяват знанията си за историята на училището. Техните майки, бащи, баби и дядовци си спомнят своите ученически години. Събира се огромен снимков, документален и вещеви материал. Това налага първоначалната идея да се разширява три пъти и да прерасне в училищен музей.

### Експозиция
Сформиран е екип от специалисти. Автор е Капка Кузманова, уредник в Регионален исторически музей-Ловеч. Съавтор е Юрий Кузманов, учител по история в училището. Художник-проектант е Милко Димов с помощник Здравко Кузманов.
Музея се експонира в самостоятелно помещение с преддверие. Общата експозиционна площ е 140 м2. Възприе се хронологичен и тематичен подход.
Експонирането на снимковия материал с анотации и въвеждащи текстове е на 24 модула с рамки. Общия брой на показаните снимки, проследяващи историята на училището по хронология е 349, с 9 въвеждащи текста. В самостоятелни рамки се показват портретни снимки, биографии и факсимилета на трудове на 40 изявени учители и възпитаници на училището. Осем от тях са провъзгласени за Почетен гражданин на Ловеч. По идеен проект на автора, портретните снимки на директори и учители по видове училища се оформят в самостоятелни табла.
Вещевия материал е експониран тематично в 11 стоящи и висящи витрини: официална, учителска, учебно – технически средства, трудове на възпитаници, ученическа, спортна, музикална. Показани са 158 експоната, от които 118 оригинала и 40 копия.
На специална поставка са експонирани училищните знамена, а в преддверието на музея: националното знаме, поздравителното писмо от Министър-председател на Република България Симеон Сакскобургготски, официалния плакат за откриването и книгата за впечатления. Едновременно излиза от печат първата част от историята на училището-„Смислени години. История на Борисовото училище 1893 – 1945 г.“ Автор е Капка Кузманова-уредник в Регионален исторически музей-Ловеч. Спомоществователи на изданието са възпитаници на училището.
Днес училищния музей продължава да се посещава от гости, възпитаници, ученици и граждани. Обогатява се с нови експонати и модули. В преддверието са експонирани снимките на всички първенци на випуски за периода 1914 – 2010 г. и новата емблема на училището. През 2012 г. излиза от печат втората част от историята на училището-Смислени години. История на училище „Христо Кърпачев“ 1945 – 1991 г. Автор е Юрий Кузманов-учител по история. Спомоществователи на изданието са възпитаници на училището. Резултат от създаването на училищния музей е и постъпването във фонда на отдел „Нова и Най-нова история“ на Регионален исторически музей-Ловеч на повече от 1000 експоната. Музея е част от цялостната събирателска и проучвателна дейност за развитието на образованието и учебното дело в град Ловеч.

### Изявени учители и възпитаници
Димитър Ангелов, Красимир Андреев, Христо Арнаудов, Васил Атанасов, Добромир Банев, Банко Банков, Банчо Банчевски, Кунка Баева, Рада Балевска, Данаил Василев, Петко Великов, Николай Въцов, Петър Горанов, Борис Данков, Георги Димов, Николай Драганов, Данчо Димитров, Христо Добрев, Тодор Еврев, Петко Еврев, Илия Еврев, Стоян Едрев, Гено Иванов, Бочо Илиев, Иван Иконописов, Велико Йорданов, Кочо Караджов, Кирил Киров, Георги Ковачев, Христо Кърпачев, Георги Кънчев, Павломир Кънчев, Иван Лалов, Борис Луканов, Камен Луков, Никола Маринов, Къню Маринов, Иван Мартинов, Моньо Минев, Димитър Мишев, Александър Муратов, Стойчо Панчев, Евстати Павлов, Павел Павлов, Георги Панамски, Радка Пенева, Илия Попов, Николай Поляков, Въло Радев, Христо Радевски, Христо Русков, Георги Свежин, Геновева Сиркова, Ненчо Станев, Стефан Станев, Димитър Стоянов, Никола Стоицев, Иван Терзиев, Томчо Томчев, Беньо Тотев, Стойко Факиров, Гриша Филипов, Михаил Хаджинеделчев, Нешо Царевски, Петър Чолов, Дочо Шипков. 

## Мултимедийно съдържание
Мултимедийното съдържание се състои от 29 файла. Отразяват откриването на училищния музей и представят експонираните модули и витрини.